# Стурла Гольм Легрейд
Стурла Гольм Легрейд (норв. Sturla Holm Lægreid) — норвезький біатлоніст, олімпійський чемпіон, чотириразовий чемпіон світу. 
Легрейд дебютував на Кубку світу в березні 2020 року, а наступного сезону вже виграв свою першу гонку — індивідуалку першого етапу, що проходив у фінському Контіолагті.
Золоту медаль чемпіона світу Легрейд виборов у складі змішаної естафетної команди на першості світу 2021 року, що проходила в словенській Поклюці. На тому ж чемпіонаті він виграв другу золоту медаль в індивідіальній гонці.

## Результати
За даними Міжнародного союзу біатлоністів.

### Олімпійські ігри
| Ігри       | Інд. гонка | Спринт | Персьют | Масстарт | Естафета | Змішана естафета |
| ---------- | ---------- | ------ | ------- | -------- | -------- | ---------------- |
| Пекін 2022 | 15         | 7      | 24      | —        | Золото   | —                |

### Чемпіонати світу
| Чемпіонат    | Інд. гонка | Спринт | Персьют | Масстарт | Естафета | Змішана естафета | Одиночна змішана естафета |
| ------------ | ---------- | ------ | ------- | -------- | -------- | ---------------- | ------------------------- |
| Поклюка 2021 | Золото     | 7      | 6       | Золото   | Золото   | Золото           | —                         |

*В олімпійські сезони змагання проводяться тільки з дисциплін, що не входять в програму Ігор.

### Подіуми на етапах кубків світу
| Сезон     | Місце проведення | Змагання      | Результат |
| --------- | ---------------- | ------------- | --------- |
| ...       |                  |               |           |
| 2021—2022 | Естерсунд        | Індивідуальна | 1         |